# الريسة (ذي السفال)

تعديل مصدري - تعديل

الريسة محلة تابعة لقرية العداني، التابعة لعزلة العداني بمديرية ذي السفال إحدى مديريات محافظة إب في الجمهورية اليمنية، بلغ تعداد سكانها 38 حسب تعداد اليمن لعام 2004.